# Grand Prix automobile de Hongrie 1936

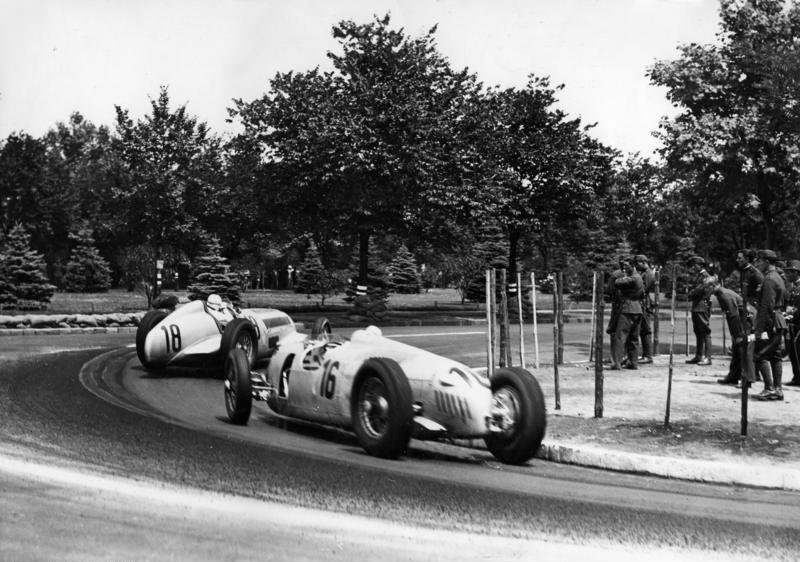
Caracciola et Rosemeyer au Grand Prix de Hongrie 1936

Le premier Grand Prix de Hongrie s'est disputé sur le circuit de Népliget le 21 juin 1936. Il a été remporté par l'italien Tazio Nuvolari.

## Pilotes inscrits
| no | Pilote                      | Écurie                          | Châssis            |
| -- | --------------------------- | ------------------------------- | ------------------ |
| 2  | Eileen Ellison              | Thomas Pitt Cholmondeley-Tapper | Maserati 8CM       |
| 4  | Austin Dobson               | Privé                           | Alfa Romeo Tipo B  |
| 6  | Charlie Martin              | Privé                           | Alfa Romeo Tipo B  |
| 8  | « Raph »                    | Privé                           | Maserati Tipo V8RI |
| 10 | László Hartmann             | Privé                           | Maserati 8CM       |
| 12 | Hans Stuck                  | Auto Union                      | Auto Union Type C  |
| 14 | Achille Varzi               | Auto Union                      | Auto Union Type C  |
| 16 | Bernd Rosemeyer             | Auto Union                      | Auto Union Type C  |
|    | Ernst von Delius            | Auto Union                      | Auto Union Type C  |
| 18 | Rudolf Caracciola           | Daimler-Benz AG                 | Mercedes-Benz W25K |
| 20 | Louis Chiron                | Daimler-Benz AG                 | Mercedes-Benz W25K |
| 22 | Manfred von Brauchitsch     | Daimler-Benz AG                 | Mercedes-Benz W25K |
| 24 | Tazio Nuvolari              | Scuderia Ferrari                | Alfa Romeo 8C-35   |
| 26 | Antonio Brivio              | Scuderia Ferrari                | Alfa Romeo 8C-35   |
| 28 | Mario Tadini                | Scuderia Ferrari                | Alfa Romeo 8C-35   |
| 30 | Petre Cristea               | Privé                           | Ford V9 special    |
| 32 | José Maria de Villapadierna | Privé                           | Alfa Romeo Tipo B  |

## Grille de départ
| 1re ligne | Pos. 2                             | Pos. 1                                      |
| --------- | ---------------------------------- | ------------------------------------------- |
|           | Stuck Auto Union 2 min 39 s 83     | Rosemeyer Auto Union 2 min 38 s 15          |
| 2e ligne  | Pos. 4                             | Pos. 3                                      |
|           | Nuvolari Alfa Romeo 2 min 40 s 08  | Von Brauchitsch Mercedes-Benz 2 min 39 s 87 |
| 3e ligne  | Pos. 6                             | Pos. 5                                      |
|           | Varzi Auto Union 2 min 43 s 12     | Caracciola Mercedes-Benz 2 min 40 s 38      |
| 4e ligne  | Pos. 8                             | Pos. 7                                      |
|           | Chiron Mercedes-Benz 2 min 49 s 65 | Tadini Alfa Romeo 2 min 47 s 52             |
| 5e ligne  | Pos. 10                            | Pos. 9                                      |
|           | Hartmann Maserati 3 min 10 s 56 †  | Dobson Alfa Romeo 2 min 53 s 21             |
| 6e ligne  |                                    | Pos. 11                                     |
|           |                                    | Martin Alfa Romeo 3 min 2 s 51 †            |

- † Martin et Hartmann s'échangent leur position sur la grille pour des raisons tactiques.

## Classement de la course
| Pos  | no | Pilote                      | Écurie                          | Châssis            | Tours | Temps/Abandon     | Grille |
| ---- | -- | --------------------------- | ------------------------------- | ------------------ | ----- | ----------------- | ------ |
| 1    | 24 | Tazio Nuvolari              | Scuderia Ferrari                | Alfa Romeo 8C-35   | 50    | 2 h 14 min 3 s 5  | 4      |
| 2    | 16 | Bernd Rosemeyer             | Auto Union                      | Auto Union Type C  | 50    | + 14 s 2          | 1      |
| 3    | 14 | Achille Varzi               | Auto Union                      | Auto Union Type C  | 48    | + 2 tours         | 6      |
| 4    | 28 | Mario Tadini                | Scuderia Ferrari                | Alfa Romeo 8C-35   | 47    | + 3 tours         | 7      |
| 5    | 12 | Hans Stuck Ernst von Delius | Auto Union                      | Auto Union Type C  | 46    | + 4 tours         | 2      |
| 6    | 4  | Austin Dobson               | Privé                           | Alfa Romeo Tipo B  | 45    | + 5 tours         | 9      |
| 7    | 10 | László Hartmann             | Privé                           | Maserati 8CM       | 44    | + 6 tours         | 10 *   |
| Abd. | 22 | Manfred von Brauchitsch     | Daimler-Benz AG                 | Mercedes-Benz W25K | 40    | Accident          | 3      |
| Abd. | 6  | Charlie Martin              | Privé                           | Alfa Romeo Tipo B  | 32/35 | Transmission      | 11 *   |
| Abd. | 18 | Rudolf Caracciola           | Daimler-Benz AG                 | Mercedes-Benz W25K | 26    | Moteur            | 5      |
| Abd. | 20 | Louis Chiron                | Daimler-Benz AG                 | Mercedes-Benz W25K | 19    | Moteur            | 8      |
| Np.  | 2  | Eileen Ellison              | Thomas Pitt Cholmondeley-Tapper | Maserati 8CM       |       | Non partant       |        |
| Np.  | 8  | « Raph »                    | Privé                           | Maserati Tipo V8RI |       | Non partant       |        |
| Np.  |    | Ernst von Delius            | Auto Union                      | Auto Union Type C  |       | Pilote de réserve |        |
| Np.  | 26 | Antonio Brivio              | Scuderia Ferrari                | Alfa Romeo 8C-35   |       | Non partant       |        |
| Np.  | 30 | Petre Cristea               | Privé                           | Ford V9            |       | Non partant       |        |
| Np.  | 32 | José Maria de Villapadierna | Privé                           | Alfa Romeo Tipo B  |       | Non partant       |        |

- Légende: Abd. = Abandon
- * Martin et Hartmann s'échangent leur position sur la grille pour des raisons tactiques.

## Pole position et record du tour
- Pole position :  Bernd Rosemeyer en 2 min 38 s 15
- Meilleur tour en course :  Tazio Nuvolari en 3 min 35 s 6